# Кашо (ера)
Кашо (嘉祥), позната и као Каџо, је јапанска ера (ненко) која је наступила после Џова и пре Нинџу ере. Временски је трајала од јуна 848. до априла 851. године и припадала је Хејан периоду. Владајући цареви били су Нинмјо и Монтоку. Име „Кашо“ која у преводу значи „добро предсказање“ додељено је новој ери због открића беле корњаче у провинцији Бунго која је показана цару.

## Важнији догађаји Кашо ере
- 18. фебруар 848. (Кашо 1, десети дан првог месеца): Дворски „даинагон“ Фуџивара Јошифуса (904-872.) је као син бившег „садаиђина“ Фуџиваре Фујуцугуа (775—826) именован новим „удаиџином“. Јошифусина ћерка, Фуџивара но Акира-кеико постаје супруга цара Монтокуа и мајка будућег цара Сеива.[4][5]
- 848. (Кашо 1, шести месец): Бела корњача је пронађена у провинцији Бунго. Како је то био раритет у земљи, као и симбол бољитка, званичници су лично презентовали корњачу цару коментаришући то као добар омен.[6]
- 849. (Кашо 2, четврти месец): Амбасадор Баекђеа (сада део Кореје) је дочекан на двору.[6]
- 849. (Кашо 2, пети месец): Амбасадор из Беакђеа је примљен на двор где га је цар лично угостио. Задужен је Оно но Такамура да припреми званично писмо које ће представник Баекђеа однети на свој двор.[6]
- 849. (Кашо 2, десети месец): Цар Нинмјо прославља свој 40 рођендан.[6]
- 849. (Кашо 2, једанаести месец): Цар је у великој поворци обишао престоницу. Када је пролазио поред затвора наредио је Јошифуси да у чину милосрђа ослободи све затворенике у притвору. У исто време Нинмјо је сиромашнима делио пиринач и одређену количину новца.[6]
- 850. (Кашо 3, први месец): Цар долази у званичну посету мајци како би одао своје поштовање према родитељима.[7][8]
- 6. мај 850. (Кашо 3, двадесетпрви дан трећег месеца): Цар Нинмјо умире у 41 години и њега наслеђује његов најстарији син Монтоку.[9] По Нинмјоовим жељама, сахрањен је без велике церемоније у маузолеју у ком се ословљава као „цар Фукакасе“. Цар Нинмјо је владао 17 година, 14 у ери Џова, три у ери Кашо.[10]
- 850. (Кашо 3, пети месец): Тачибана но Качико умире. Она је удовица цара Саге и мајка цара Нинмјоа, као и баба цара Монтокуа. Као предани будиста која је помогла у изградњи будистичких храмова (пре смрти је била позната и под именом Данрин кого (檀林皇后)) имала је поштовање као живе светице.[11]